# Мирный (Чебаркульский район)
Ми́рный — посёлок в Чебаркульском районе Челябинской области. Входит в Бишкильское сельское поселение.

## География
Посёлок расположен на границе Чебаркульского района, рядом с остановочным пунктом 2059 км. Расстояние до центра сельского поселения, посёлка Бишкиль 31 км, до районного центра, Чебаркуля 50 км.

## Население
| 2002 | 2010 |
| ---- | ---- |
| 473  | ↗828 |

По данным Всероссийской переписи, в 2010 году численность населения посёлка составляла 828 человек (477 мужчин и 351 женщина).

## Улицы
Уличная сеть посёлка состоит из 10 улиц и 1 переулка.